# Muffa

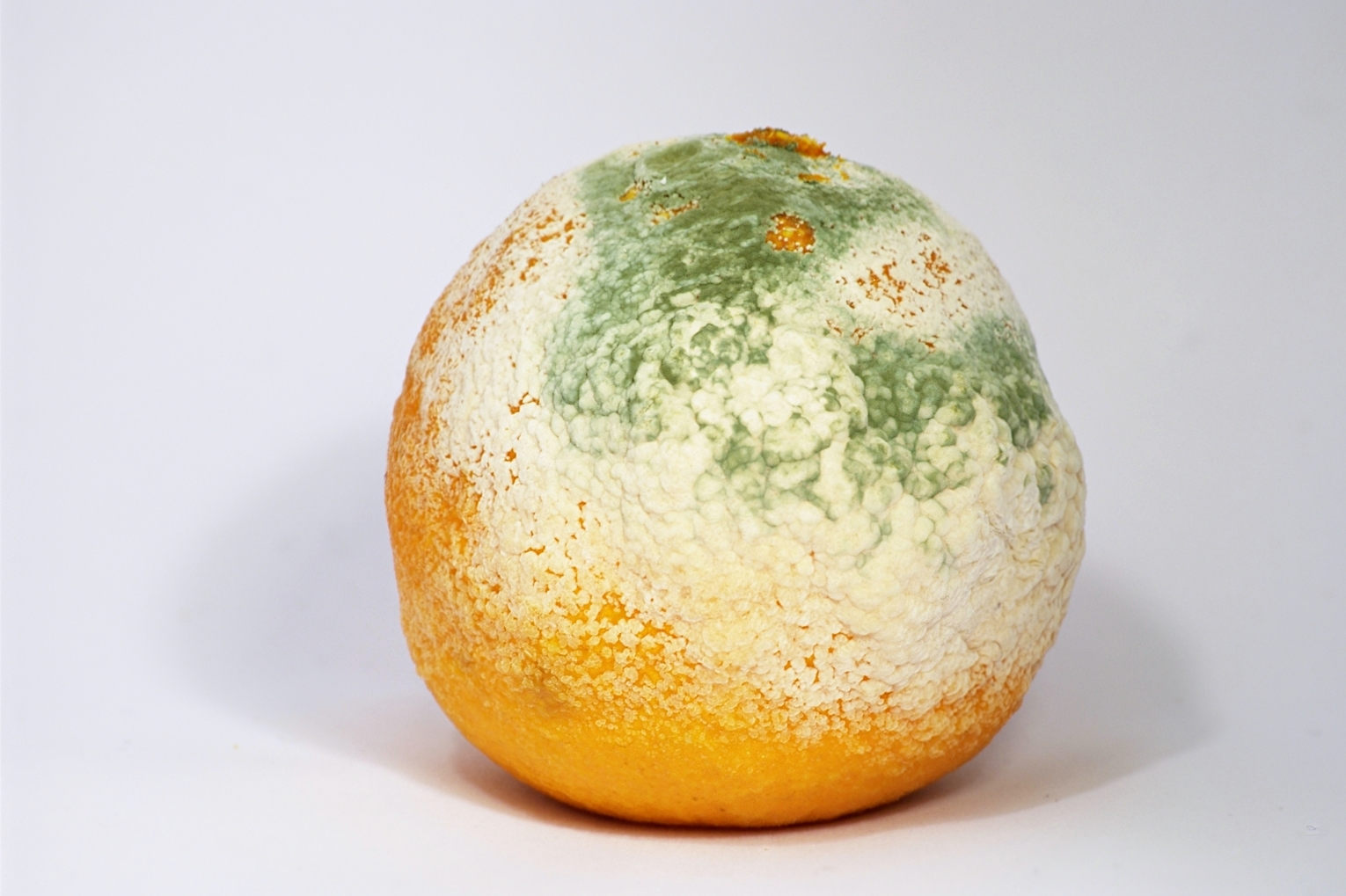
Muffa su una clementina

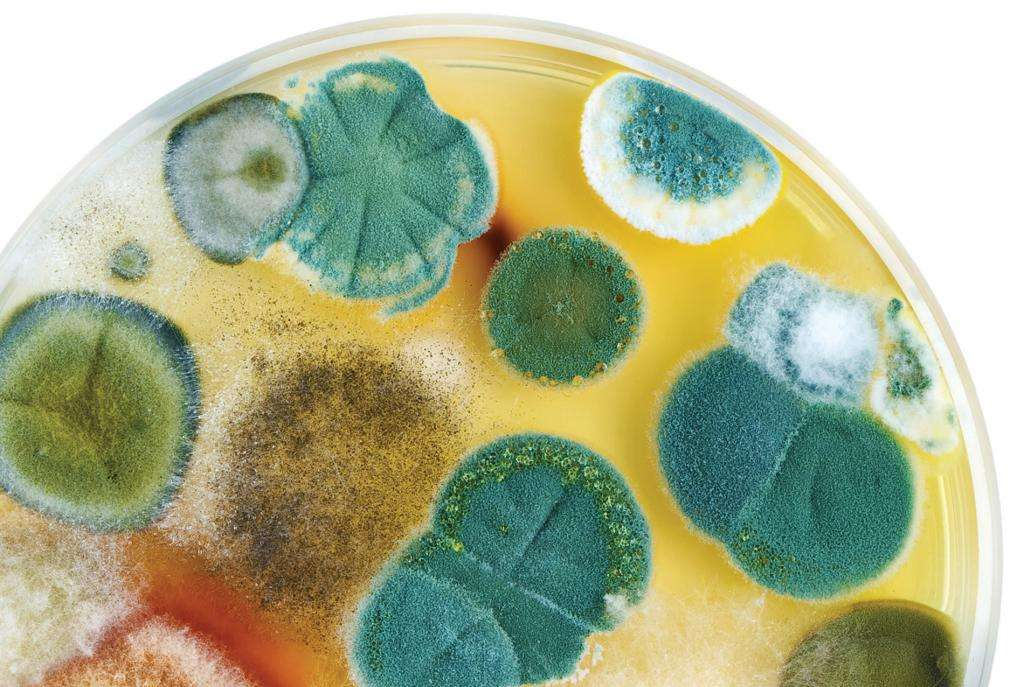
Esempi di colonie di muffe in una piastrina Petri.

Le muffe sono un tipo di organismo pluricellulare appartenenti al regno dei funghi, capaci di ricoprire alcune superfici sotto forma di spugnosi miceli e solitamente si riproducono per mezzo di spore.
È comunemente chiamata muffa un agglomerato di questi sottili miceli, formatisi su materia vegetale o animale, generalmente come uno strato schiumoso o filamentoso, come segno di decomposizione e marcescenza. Nella tassonomia e nella filogenesi le muffe non costituiscono un gruppo preciso, trovandosi nelle divisioni Zygomycota, Deuteromycota e Ascomycota.

## Descrizione
La presenza di muffa è quasi sempre segno di un cibo avariato, anche se in alcuni casi le muffe sono oggetto di una coltivazione precisa: nella produzione di alcuni formaggi, come il gorgonzola, il Roquefort o lo Stilton (si veda erborinatura), e per la produzione di antibiotici derivati dalle naturali difese contro i batteri.

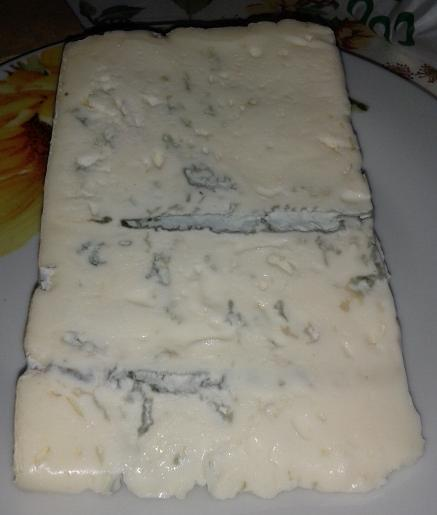
Il gorgonzola è in parte composto di muffa commestibile, originata dal mancato amalgama tra le creme usate nella produzione del formaggio.

La comunità scientifica ha largamente dimostrato l'alta tossicità per l'organismo umano dovuta alle spore rilasciate dalle muffe. 
Penetrano nei tessuti e sviluppano al loro interno le loro radici ife che prendono origine proprio dalle spore. 
Possono aderire alle cellule del primo tratto dell'apparato respiratorio e causare problemi in chi ha delle insufficienze immunitarie.
La famosa scoperta della penicillina, operata da Alexander Fleming, riguardava la muffa denominata Penicillium notatum. La muffa Neurospora crassa è generalmente usata come un organismo modello in esperimenti di biologia.
La muffa può costituire un problema in ambienti chiusi che per loro collocazione o funzione sono soggetti a umidità, come cantine e bagni. Può essere vista su muri e soffitti, con una crescita che non si ferma a uno strato superficiale, ma invece intacca la robustezza della parete e produce inoltre un odore pungente e caratteristico. È capace di crescere sul cibo non fresco e mantenuto in posti non ventilati, anche all'interno di contenitori stagni e persino nei frigoriferi e nei congelatori.

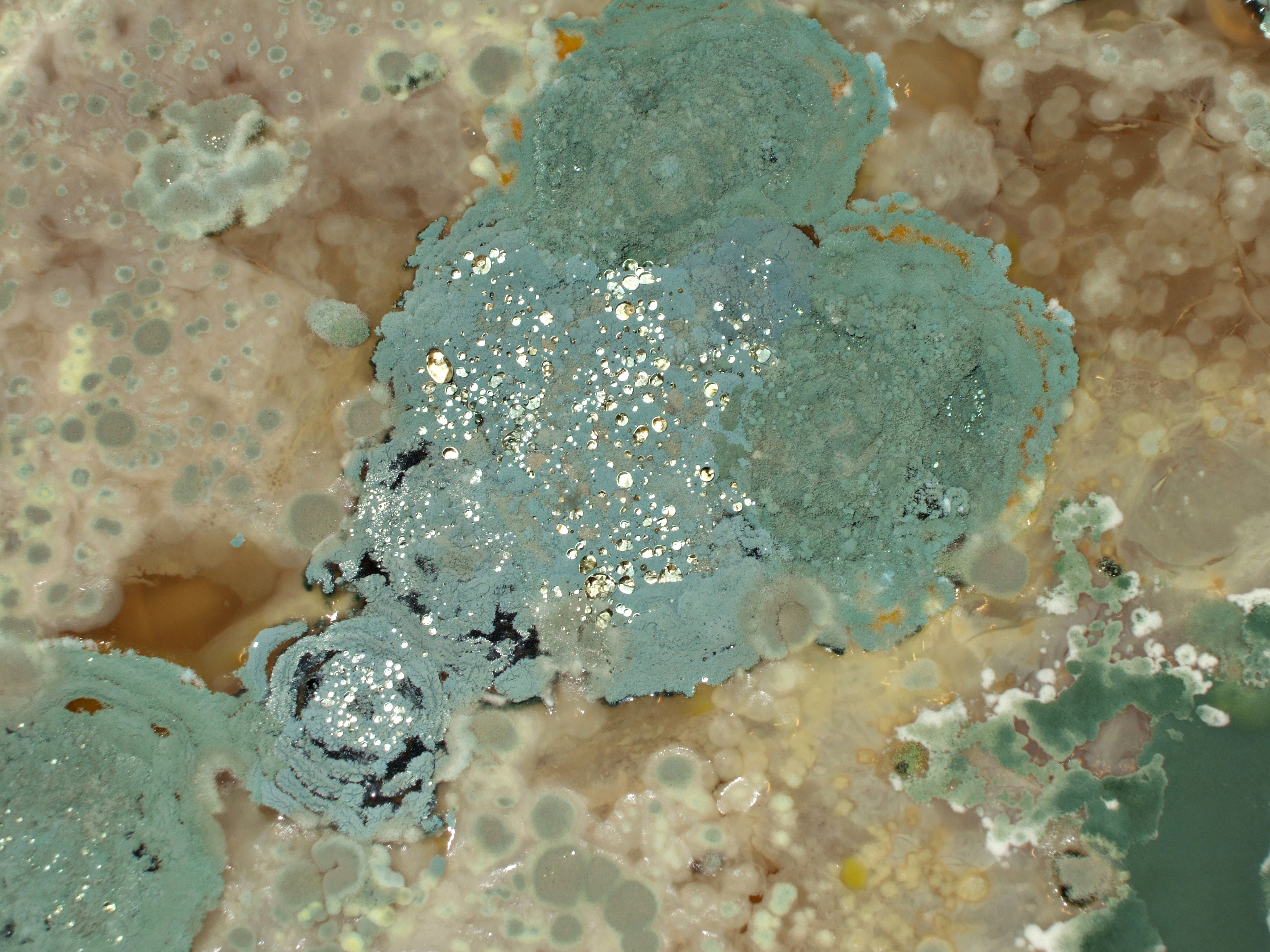
Muffa su un brodo liquido andato a male

Le spore della muffa formatesi all'interno degli edifici creano un problema, soprattutto riguardo all'inalazione delle spore. Infatti le spore di alcune muffe causano potenti allergie in quanto sono allergeni; inoltre le spore di alcuni funghi come lo Stachybotrys rilasciano potenti tossine che, nei polmoni, creano infiammazioni e lesioni polmonari, specie nei bambini e in soggetti asmatici o con basse difese immunitarie. Negli ambienti la presenza di muffa può indicare un difetto di origine strutturale o accidentale: una scarsa esposizione solare (spesso la muffa viene uccisa dalla luce diretta del sole), un'eccessiva umidità, per infiltrazioni di acqua o per condensa sui muri freddi, un'insufficiente ventilazione, una scarsa manutenzione o ponti termici.

## Collegamenti esterni

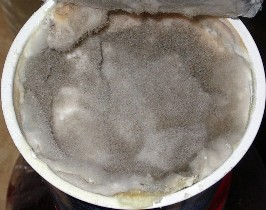
La muffa di un formaggio dolce in crema